# Musée du quai Branly

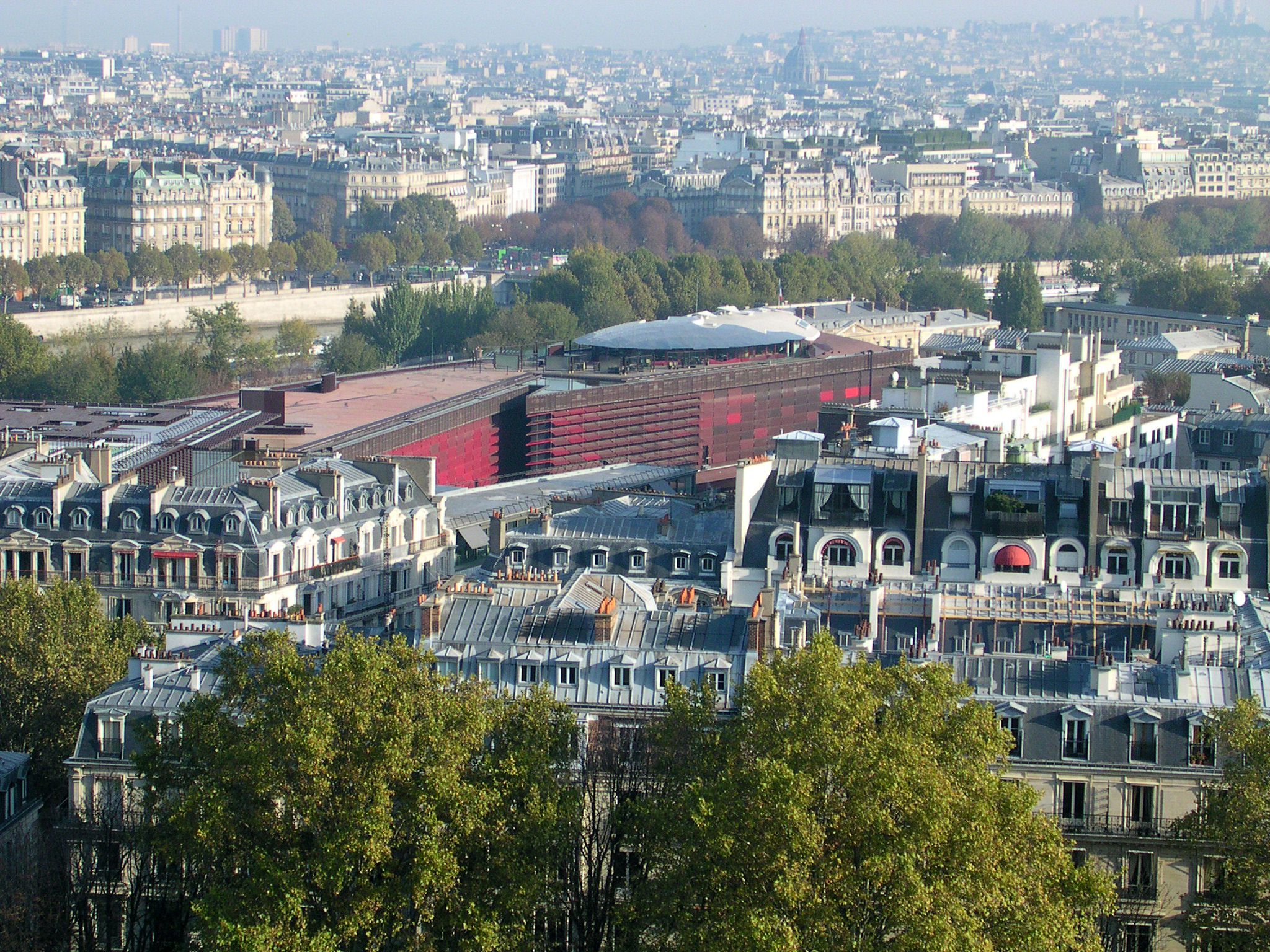
Musée du quai Branly sett från Eiffeltornets nedersta plattform.

Musée du quai Branly, etnografiskt museum i Paris, öppnat i juni 2006. Arkitekt är Jean Nouvel. Museet ligger i 7:e arrondissementet, i närheten av Eiffeltornet.